# Geylang International
Der Geylang International Football Club ist ein Fußballverein aus Singapur. Er spielt in der höchsten Liga des Landes, der Singapore Premier League. Der Verein ist ansässig im Stadtteil Bedok. Von 1996 bis 2012 war der Verein als Geylang United Football Club aktiv, zur Saison 2013 nahm man wieder den alten Vereinsnamen an.

## Vereinshistorie
Gegründet wurde der Verein unter dem Namen International Contract Specialists 1974. 1975 wurde der Verein in Geylang International und 1996 mit Einführung der S. League in Geylang United umbenannt. Der Verein spielte sowohl in der inoffiziellen National Football League (1975–1987) und der Premier League (1988–1995). In der Premier League war man mit sechs Meisterschaften in Folge der dominierende Verein, von 1988 bis 1993. Geylang war Gründungsmitglied der S. League und wurde deren erster Meister, 2001 konnte man diesen Titel erneut einfahren. Zudem konnte man zweimal den nationalen Pokal gewinnen, 1996 den damaligen Singapore FA Cup und 2009 den Singapore Cup.

## Erfolge
- S. League

Meister: 1996, 2001
Vizemeister: 2003
- Singapore Premier League

Meister: 1988, 1989, 1990, 1991, 1992, 1993
- National Football League Division One

Meister: 1975, 1976, 1977
- FAS Division Three

Meister: 1974
- Singapore FA Cup

Gewinner: 1996
- Singapore Cup

Gewinner: 2009
Finalist: 2001, 2003

## Stadion
Seine Heimspiele trägt der Verein im Our Tampines Hub im Town Square aus. Die Sportstätte hat ein Fassungsvermögen von 5000 Zuschauern. Eigentümer ist die People’s Association.

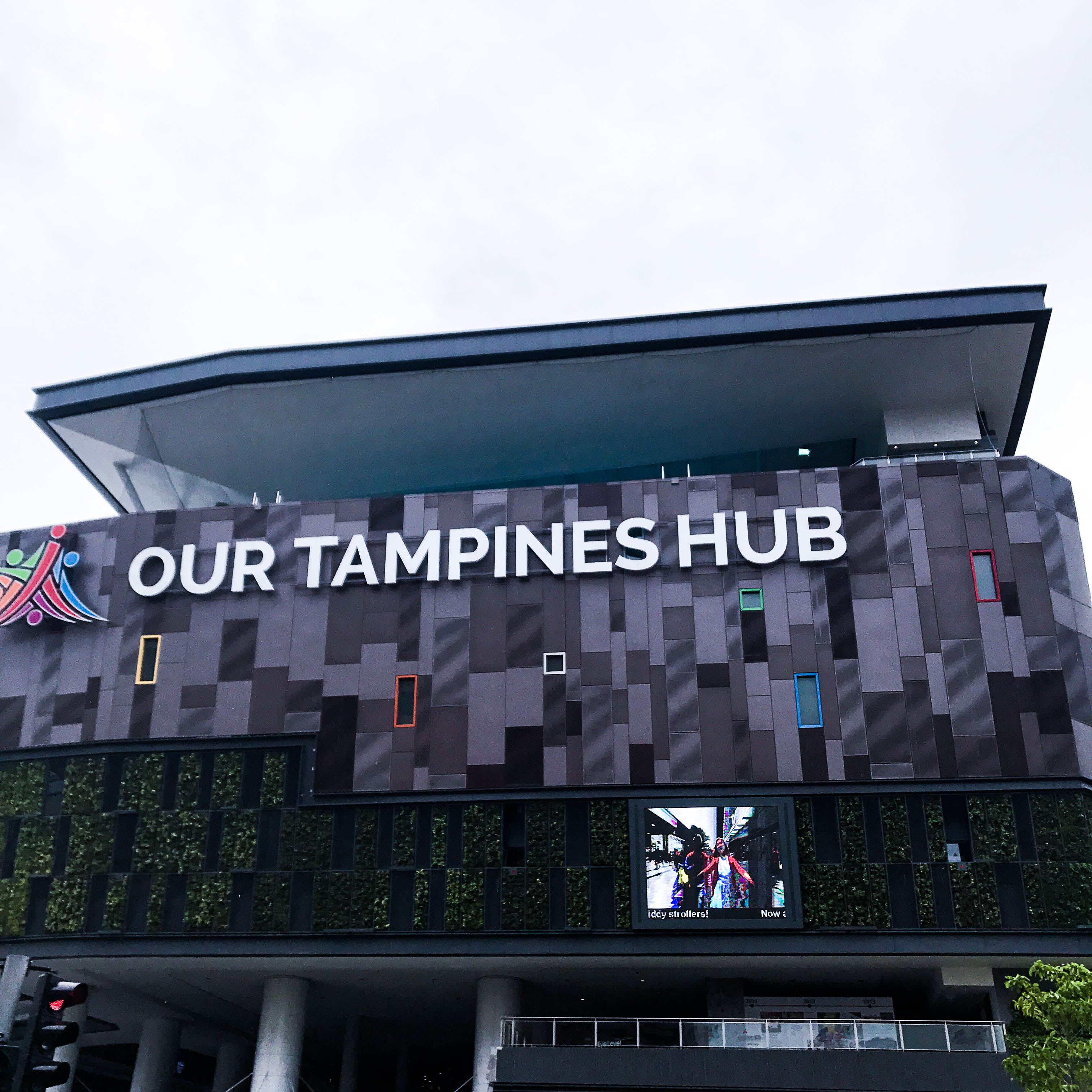
Our Tampines Hub

Koordinaten: 1° 21′ 10,2″ N, 103° 56′ 23,8″ O

## Ehemalige bekannte Spieler
- Indra Sahdan Bin Daud (1998–2000)
- Lutz Pfannenstiel (1999–2000)
- Ryuji Sueoka (2006)
- Aide Iskandar (2007–2008)

## Saisonplatzierung
| Saison  | Liga                     | Teams | Platz | Community Shield | Singapore Cup    |
| ------- | ------------------------ | ----- | ----- | ---------------- | ---------------- |
| 2009    | S. League                | 12    | 6.    |                  | Sieger           |
| 2010    | S. League                | 12    | 5.    |                  | Vorrunde         |
| 2011    | S. League                | 12    | 8.    |                  | Vorrunde         |
| 2012    | S. League                | 13    | 11.   |                  | Vorrunde         |
| 2013    | S. League                | 12    | 9.    |                  | Viertelfinale    |
| 2014    | S. League                | 12    | 8.    |                  | Viertelfinale    |
| 2015    | S. League                | 10    | 8.    |                  | Viertelfinale    |
| 2016    | S. League                | 9     | 5.    |                  | Viertelfinale    |
| 2017    | S. League                | 9     | 4.    |                  | Vorrunde         |
| 2018    | Singapore Premier League | 9     | 8.    |                  | Viertelfinale    |
| 2019    | Singapore Premier League | 9     | 5.    |                  | Halbfinale       |
| 2020    | Singapore Premier League | 8     | 4.    |                  | keine Austragung |
| 2021    | Singapore Premier League | 8     | 6.    |                  | keine Austragung |
| 2022    | Singapore Premier League | 8     | 4.    |                  | Gruppenphase     |
| 2023    | Singapore Premier League | 9     | 5.    |                  | Gruppenphase     |
| 2024/25 | Singapore Premier League | 9     | 3.    |                  | Gruppenphase     |

## Trainer seit 1995
| Name               | Zeit bei Geylang International | Zeit bei Geylang International |
| Name               | von                            | bis                            |
| ------------------ | ------------------------------ | ------------------------------ |
| Seyed Jalal Talebi | 1. Juli 1995                   | 30. Juni 1997                  |
| Scott O’Donell     | 1. Juli 2003                   | 30. Juni 2005                  |
| Wayne O’Sullivan   | 19. September 2004             | 22. Dezember 2004              |
| Attaphol Buspakom  | 1. Juli 2005                   | 30. Juni 2006                  |
| Mike Wong Mun Heng | 26. März 2009                  | 16. März 2012                  |
| Mike Wong          | 26. März 2009                  | 16. März 2012                  |
| Vedhamuthu Kanan   | 29. Februar 2012               | 19. März 2014                  |
| Jörg Steinebrunner | 21. März 2014                  | 31. Dezember 2015              |
| Hasrin Jailani     | 1. Januar 2016                 | 20. Juni 2017                  |
| Noor Ali           | 20. Juni 2017                  | 1. Februar 2018                |
| Hirotaka Usui      | 1. Januar 2018                 | 21. Dezember 2018              |
| Noor Ali           | 21. Dezember 2018              | 31. Dezember 2022              |

## Erläuterungen / Einzelnachweise
1. ↑  rsssf.org: Liste der Meister Singapurs